# Lutjanus timorensis
Lutjanus timoriensis - conhecido por rosinibogi em Língua fijiana -   é uma espécie de peixe nativa do Oceano Pacífico entre o Fiji e a Península da Malásia.. 